# Zasłonak pomarańczowy
Zasłonak pomarańczowy (Cortinarius eufulmineus (Pers.) Fr.) – gatunek grzybów należący do rodziny zasłonakowatych (Cortinariaceae).

## Systematyka i nazewnictwo
Pozycja w klasyfikacji według Index Fungorum: Cortinarius, Cortinariaceae, Agaricales, Agaricomycetidae, Agaricomycetes, Agaricomycotina, Basidiomycota, Fungi.
Po raz pierwszy opisał go w 1952 r. Robert Henry we Francji. Synonimy:
- Cortinarius eufulmineus var. brunneopurpuraceus (Chevassut & Rob. Henry) Bidaud, Eyssart. & Reumaux 2003
- Cortinarius eufulmineus var. testudineus Bidaud & Consiglio 2000
- Cortinarius fulmineus f. brunneopurpuraceus Chevassut & Rob. Henry 1978
- Phlegmacium eufulmineum (Rob. Henry) M.M. Moser 1960

Nazwę polską zarekomendował w 2003 r. Władysław Wojewoda. W internetowym atlasie grzybów ma nazwę zasłonak brązowordzawy.

## Morfologia
Kapelusz
Średnica 6–12 cm, początkowo półkulisty, następnie wypukły, w końcu płasko-wypukły do rozpostartego. Brzeg regularny, podwinięty, szybko wyprostowujący się, z nieznacznie wystającym obrzeżem. Powierzchnia błyszcząca, w stanie wilgotnym śluzowata, w stanie suchym matowa i sucha, z licznymi resztkami osłony całkowitej i mniej lub bardziej szerokimi miedzianobrązowymi płytkami na ochrowożółtym, żółtopomarańczowym tle, na środku kapelusza miedzianobrązowym. Pod działaniem KOH czerwonobrązowy.
Blaszki
Gęste, o szerokości do 7 mm, przyrośnięte, nierówne, z licznymi blaszeczkami, początkowo jasnożółte, po dojrzeniu żelaziste. Ostrza nieregularne, tej samej barwy.
Trzon
Wysokość 7–10 cm, grubość 2–4 cm, sztywny, z obrzeżoną bulwą o szerokości do 6 cm. Powierzchnia włóknista, cytrynowożółta z czerwonobrązowym obrzeżeniem bulwy. Osłona obfita, nietrwała, jasnożółta.
Miąższ
Gruby, włóknisty, w kontakcie z powietrzem jasnożółty. Smak i zapach lewie wyczuwalny.
Cechy mikroskopowe
Bazydiospory rdzawoobrązowe o wymiarach 11,8–14,0 × 6,5–8,2 μm, Q= 1,6–2,1, migdałkowate, brodawkowate lub o kształcie zbliżonym do cytryny, z gęstymi, szerokimi brodawkami. W 2% roztworze KOH płowożółte. Skórka kapelusza zbudowana z nitkowatych, żelowanych strzępek zmieszanych ze strzępkami cylindrycznymi o średnicy do 6 µm, septowanych, ze sprzążkami.

## Występowanie i siedlisko
Znane są jego stanowiska w Europie i Ameryce Północnej. W piśmiennictwie naukowym na terenie Polski jego stanowiska podała Flisińska w 1997 i 2004.
Naziemny grzyb mykoryzowy. Rośnie na ziemi w lasach, wśród liści.